# Luasamotu
Luasamotu – niezamieszkana wysepka atolu Vaitupu w Tuvalu. 